# Bror Häger
Bror Olof Häger, född  19 december 1907 i Söderhamn, död 13 oktober 2001 i Danderyds kommun, var en svensk ingenjör och uppfinnare.
Häger, som var son till kassör Olof Häger och Britta Vestberg, avlade  studentexamen i Örebro 1929 och utexaminerades från Kungliga Tekniska högskolan 1933. Han var avdelningschef vid Bolidens Gruv AB 1934–1946. Därefter var han verkställande direktör för AB Förenade Svenska Träimpregneringsföretag 1946–1950. Han var ägare av och verkställande direktör vid Hager AB och Treated Timber AB från 1950. 
Häger var en produktiv uppfinnare och innehade ett 60-tal patent. Han är mest känd som uppfinnaren av tryckimpregnerat trä. Han författade Produktionsfaktorers samordning och ekonomi (1946) samt artiklar rörande träets skydd mot röta och liknande förstörelse och bland annat företagsekonomiska ämnen. Han tilldelades Kungliga Ingenjörsvetenskapsakademiens guldmedalj 1961.